# Mary Robinette Kowal
Mary Robinette Kowal, de nacimiento Mary Robinette Harrison, (Raleigh, 8 de febrero de 1969) es una escritora y titiritera estadounidense.

## Trayectoria
Kowal nació en Carolina del Norte y estudió en la Universidad del Este de Carolina, donde se graduó en Educación Artística con una especialización en teatro. Comenzó su carrera como titiritera profesional en 1989 y ha trabajado para el Center for Puppetry Arts y para The Jim Henson Company, así como para su propia compañía Other Hand Productions. También trabajó en Islandia en el programa de televisión infantil LazyTown durante dos temporadas. Recientemente fue aceptada como participante en Sesame Puppetry Workshop.
Fue directora de arte de Shimmer Magazine y en 2010 fue nombrada directora de arte de Weird Tales. Trabajó para la Asociación de escritores de ciencia ficción y fantasía de Estados Unidos (SFWA, por sus siglas en inglés) durante dos años, donde fue elegida para el cargo de Vicepresidenta en 2010, y fue elegida Presidenta en 2019. En 2008, su segundo año de elegibilidad, ganó el premio Astounding al mejor escritor novel.
El trabajo de Kowal como autora incluye el relato For Solo Cello, op. 12, (originalmente publicado en Cosmos Magazine y reimpreso en Science Fiction: The Best of the Year, 2008 Edition) que pasó la votación preliminar para los premios Nébula de 2007. Su obra también ha aparecido en Talebones Magazine, Strange Horizons y Apex Digest, entre otras. Su primera novela, Shades of Milk and Honey, fue nominada para el premio Nébula a la mejor novela en 2010. Dos de sus relatos cortos de ficción han sido nominadas al premio Hugo al mejor relato corto: Evil Robot Monkey en 2009 y For Want of a Nail, que ganó el premio en 2011. Su novela, The Lady Astronaut of Mars, no fue elegible para los Premios Hugo 2013 porque sólo había sido publicada como parte de un audiolibro, pero luego fue publicada en formato de texto y ganó el premio Hugo al mejor relato en 2014. The Calculating Stars, la primera novela de la serie Lady Astronaut of Mars, ganó en 2019 el premio Hugo a la mejor novela y el Premio Nébula a la mejor novela.
En 2009, Kowal donó su archivo al departamento de Libros Raros y Colecciones Especiales de la Universidad del Norte de Illinois. Kowal también es actriz de voz, y ha grabado versiones de audiolibros de libros escritos por autores como John Scalzi, Seanan McGuire, Cory Doctorow y Kage Baker. Después de aparecer varias veces como estrella invitada en el podcast Writing Excuses, Kowal se convirtió en miembro del elenco a tiempo completo al comienzo de su sexta temporada en 2011.

## Reconocimientos
- 2008 – For Solo Cello, op. 12. Premio Astounding al mejor escritor novel. Cosmos Magazine.[22]
- 2011 – For Want of a Nail.  Premio Hugo al mejor relato corto. Asimov's Science Fiction.[23]
- 2013 – Temporada 7 de Writing Excuses (podcast). Premio Hugo a la mejor obra relacionada.[24]
- 2014 – The Lady Astronaut of Mars. Premio Hugo al mejor relato.[25]
- 2018 – The Calculating Stars. Premio Nébula a la mejor novela. Tor Books.[26]
- 2019 – The Calculating Stars. Premio Hugo a la mejor novela. Tor Books.[27]
- 2019 – The Calculating Stars. Premio Locus a la mejor novela de ciencia ficción. Tor Books.[28]

## Obra

### SerieGlamourist Histories
- 2010 – Shades of Milk and Honey, Tor Books, ISBN 978-0-7653-2556-3.
- 2012 – Glamour in Glass, Tor Books, ISBN 978-0-7653-2557-0.
- 2013 – Without a Summer, Tor Books, ISBN 978-0-7653-3415-2.
- 2014 – Valour and Vanity, Tor Books, ISBN 9780765334169.
- 2015 – Of Noble Family, Tor Books, ISBN 978-0-7653-7836-1.

### SerieLady Astronaut of Mars
- 2012 – The Lady Astronaut of Mars, Audible y Asociación de escritores de ciencia ficción y fantasía de Estados Unidos (SFWA).
- 2018 – The Calculating Stars, Tor Books, ISBN 978-0-7653-7838-5.
- 2018 – The Fated Sky, Tor Books, ISBN 978-0-7653-9894-9.

### Novelas independientes
- 2016 – Ghost Talkers, Tor Books, ISBN 978-0-7653-7825-5.

### Novelas cortas
- 2011 – Kiss Me Twice, Asimov's Science Fiction.
- 2014 – Forest of Memory.